# Huang Di
Huangdi (黃帝T, 黄帝S, HuángdìP, letteralmente "Dio Giallo", "Imperatore Giallo" o "Tearca Giallo"), il cui nome nella sua incarnazione mortale fu secondo la tradizione Gongsun Xuanyuan (公孫軒轅T, 公孙轩辕S, Gōngsūn XuānyuánP, di cui Xuanyuan significa "Asse del Carro" o "Carro Assiale", in riferimento al Grande Carro del polo nord celeste) è un dio-antenato nella cultura e religione cinese.

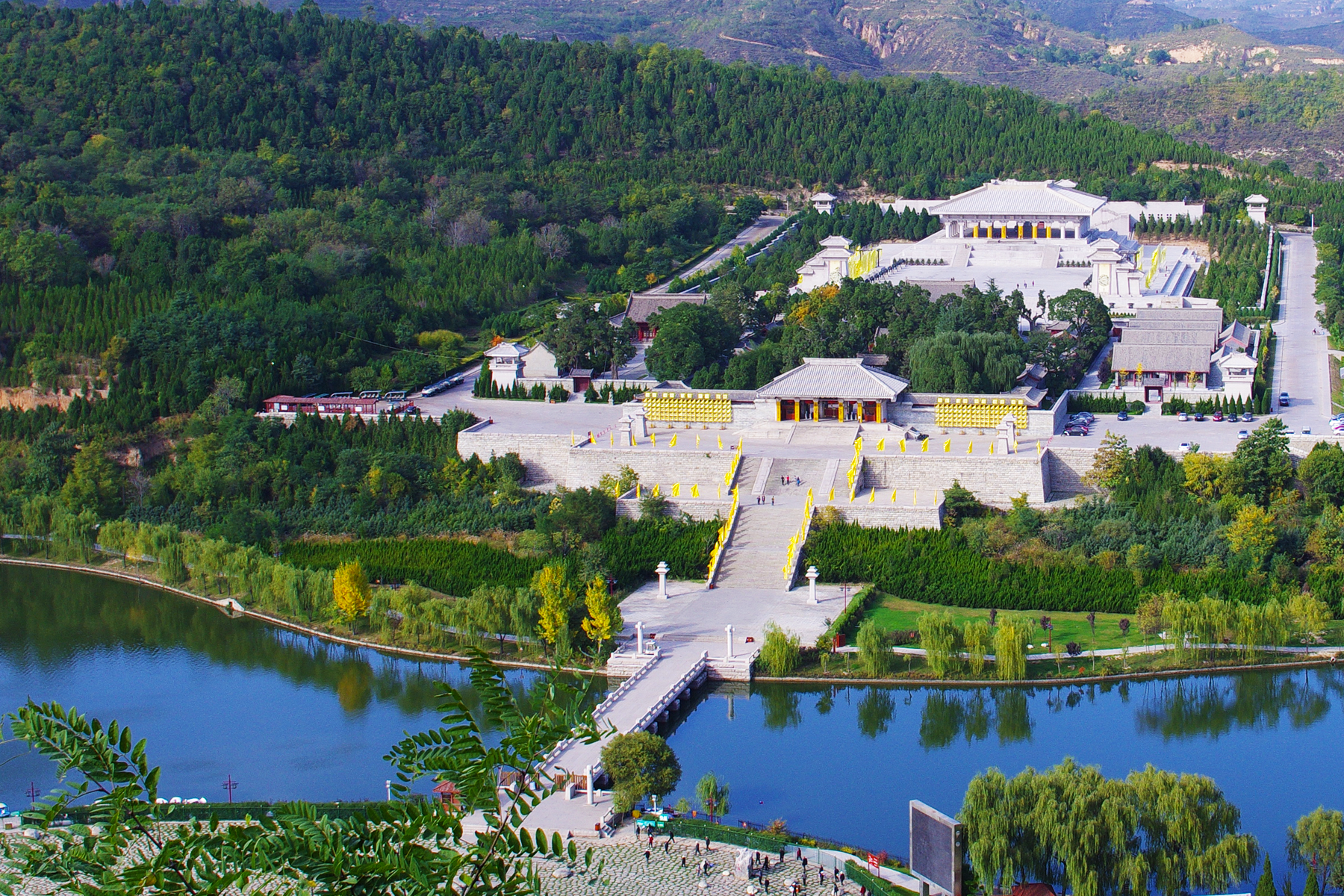
Grande Tempio di Xuanyuan Huangdi, a Huangling, Yan'an, Shaanxi.

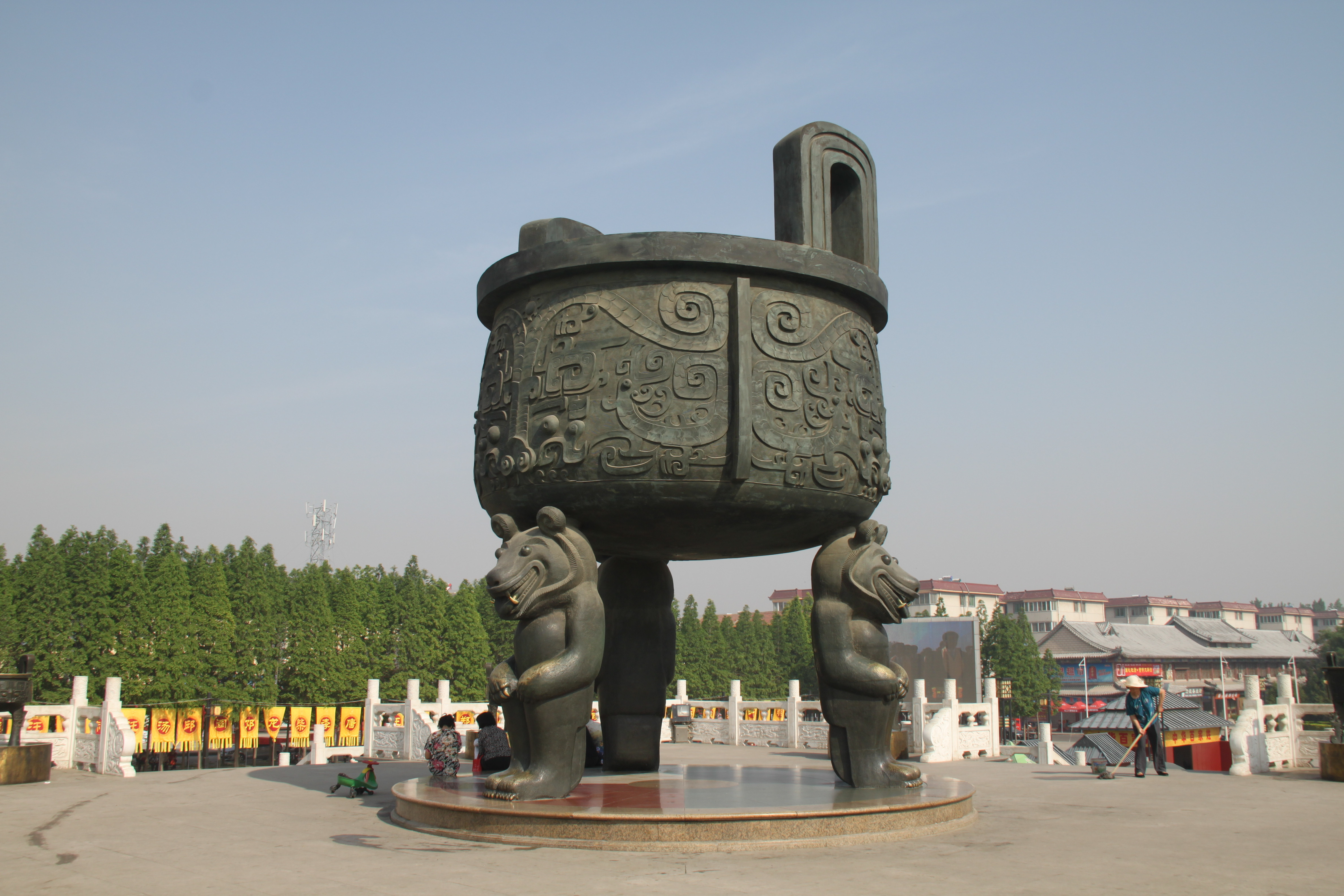
Grande calderone rituale (鼎 dǐng) di Huangdi, al Tempio di Huangdi di Xinzheng. Il calderone è sorretto da orse, rappresentanti l'Orsa Minore e l'Orsa Maggiore (Grande Carro). Huangdi (o il suo lignaggio familiare), è anche chiamato 有熊 Yǒuxióng, ossia "Possessore dell'Orsa".

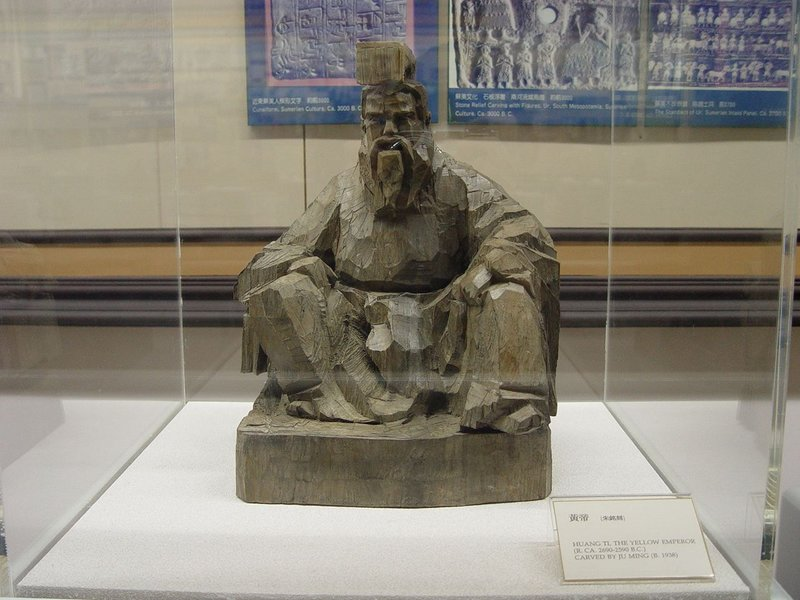
Icona degli anni 1930 scolpita dall'artista Ju Ming, rappresentante Huangdi, conservata al Museo della Città Proibita di Pechino.

Considerato fondatore della civiltà cinese (la cultura huaxia) e antenato di tutti i Cinesi Han, fa parte dei Cinque Imperatori (riflesso terrestre delle "Cinque Forme del Dio Supremo", 五方上帝 Wǔfāng Shàngdì), e regnò secondo gli schemi convenzionali tra il 2697 e il 2597 a.C. Oltre che con il Grande Carro del polo nord, è associato con la stella Regolo (chiamata essa stessa Xuanyuan in cinese), e nel Sistema Solare con il pianeta Saturno.
Il culto di Huangdi fu particolarmente importante alla fine del periodo dei regni combattenti e nel primo periodo della dinastia Han, quando fu concepito come fondatore dello stato unitario, sovrano cosmico portatore dell'ordine del Cielo sulla Terra, esperto di arti esoteriche, nonché tradizionalmente considerato creatore di numerose innovazioni e invenzioni. È considerato, insieme ai leggendari tre dèi del Cielo, della Terra e dell'umanità, Fuxi, Nüwa e Shennong, fondatore della civiltà e dell'arte medica cinese nel suo aspetto spirituale e filosofico.
Gli sono attribuiti lo Huangdi Neijing ("Libro Esoterico del Dio Giallo") e gli Huangdi Sijing ("Quattro Libri del Dio Giallo") e altri testi fondamentali della tradizione cinese.

## Cosmologia
Nella cosmologia tradizionale delle "Cinque Forme del Dio Supremo" (五方上帝 Wǔfāng Shàngdì), ovvero le manifestazioni nello spazio (le quattro direzioni più il centro, e i cinque elementi) e nel ciclo dell'anno (le quattro stagioni e l'anno in sé completo), del "Cielo" (天 Tiān) o "Dio Supremo" (上帝 Shàngdì), Huangdi è il centro cosmico, l'anno in sé completo, l'elemento terra, e il pianeta Saturno.

## Storicità
Il rinnovatore della storiografia cinese Sima Qian – e molti storiografi cinesi seguendo la sua opinione – considerarono Huangdi una figura più storica dei suoi leggendari predecessori Fuxi, Nüwa e Shennong, che sono personificazioni delle forze cosmiche di Cielo, Terra e razionalità umana, rispettivamente. Il suo testo di storia cinese, Shiji, comincia con l'Imperatore Giallo mentre sorvola sui precedenti.
Sebbene la maggior parte degli storici cinesi considerino Huangdi e altri saggi del passato come reali personaggi storici, la loro storicità cominciò a essere messa in dubbio nel 1920 da storici come Gu Jiegang, uno dei fondatori della Doubting Antiquity School in Cina. Egli ipotizzò che questi antichi saggi siano dèi del cosmo evemerizzati dagli intellettuali razionalisti del periodo dei regni combattenti.

## Mitologia

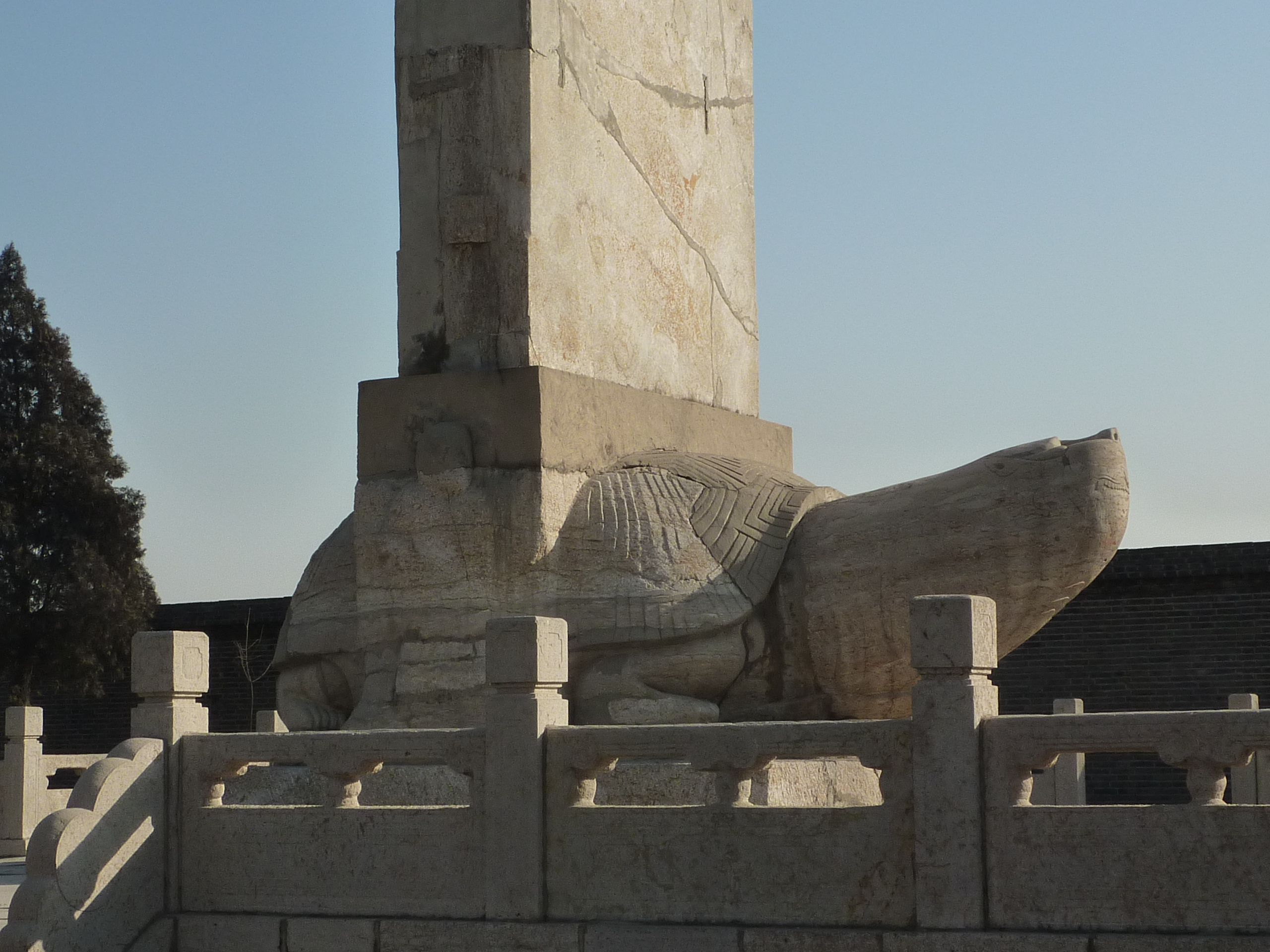
Una delle due steli poggiate sulla statua di una tartaruga alla base a Shou Qiu, leggendario luogo di nascita dell'imperatore giallo

Huang Di nacque a Shou Qiu ("collina della longevità"), che è oggi in vicinanza della città di Qufu, nella provincia di Shandong. Da piccolo visse con la sua tribù nel nord-ovest vicino al fiume Ji (che si pensa sia l'attuale fiume Fen nello Shanxi).
I più antichi documenti di storia antica introducono Huang Di come condottiero e guida spirituale della tribù Huaxia, allocata sulle rive meridionali del Fiume Giallo. La sponda settentrionale era occupata da una piccola tribù di allevatori, guidata da Yandi, l'imperatore del fuoco.
In accordo agli spiriti affini dei propri condottieri, i destini delle due tribù conversero fino a integrarsi. Huang Di e Yan Di guidarono gli Huaxia prima verso occidente, sino al fiume Ji e poi verso Oriente, in prossimità della contea Zhuolu, teatro di una delle epiche battaglie affrontate dal leggendario condottiero.
Il clima favorevole e la ricca vegetazione consentirono agli Huaxia di elaborare e perfezionare diverse tecniche agricole. Lo sviluppo della cerealicoltura permise la diversificazione qualitativa di alcune varietà di frumento, da cui nacquero i cinque cereali cinesi. Allo stesso ritmo progredì la crescita delle attività di allevamento del bestiame, accompagnata dallo sviluppo tessile e dalla nascita delle prime imbarcazioni. Huang Di, da parte sua, adoperò le sue eccezionali doti per ammaestrare sei bestie selvatiche, oggi divenute parte integrante della tradizione e della simbologia cinese:
- Orso
- Orso bruno
- Pixiu (貔貅): creatura ibrida nata dall'unione tra pí (貔) e xiū (貅); simile a un piccolo leone alato, ha la funzione di purificare gli ambienti dagli spiriti del male.
- Chū (貙)
- Tigre

La diffusione del pensiero e del governo illuminato di Huang Di si allargò pian piano alle popolazioni circostanti, in modo tale da estendere l'influenza di questo fondamentale tassello di sviluppo culturale dell'antica Cina.

### La battaglia di Zhuolu
Intorno agli ultimi decenni del 2600 a.C. le tribù dell'imperatore giallo e dell'imperatore del fuoco vennero improvvisamente scosse dalla minaccia di invasione da parte della tribù Jiuli. La tribù barbara era guidata da Chi You, condottiero dell'elmo bronzeo tempestato di metalli. La mitologia descrive Chi You come mostro taurino, fornito di due corna, quattro occhi e sei braccia, ognuna brandente una tagliente spada. È inoltre considerato dio della guerra e delle armi. La battaglia fu combattuta nelle ore notturne e sotto una fittissima nebbia. In virtù dei vantaggi territoriali e grazie all'utilizzo di un prototipo di bussola magnetica, il conflitto terminò con il trionfo degli Huanxia. La mitologia riconduce l'epilogo della battaglia all'intervento del demone Nuba che, in favore di Huang Di, scacciò via gli stormi di spiriti malvagi invocati da Chi You. I territori d'influenza di Huang Di erano ormai estesi lungo buona parte del Fiume Giallo. Essi comprendevano tutta la fascia orientale in cui sorgeva il villaggio di Banquan, scenario della seconda battaglia epica dell'imperatore giallo, che questa volta lo contrappose proprio al suo alleato migliore, l'imperatore del fuoco.

### La battaglia di Banquan
Combattuto poco tempo dopo la precedente battaglia di Zhuolu (alcune fonti sostengono una cronologia inversa), lo scontro di Banquan riportò la vittoria netta di Huang Di su Yang Di. Il ciclo delle grandi battaglie chiuse definitivamente il cammino di unificazione cinese, che si strinse attorno alla figura culturalmente e artisticamente più illuminata dell'epoca di Huang Di.

## Il regno
L'imperatore giallo visse poco oltre cento anni. Gli è riconosciuto il merito di aver concepito e realizzato un primo regno centralizzato. Per questi motivi è considerato l'antenato di tutti gli Han e il padre spirituale di ogni cinese.
Le dinastie si sarebbero alternate e sostituite, la politica imperiale ed il paese avrebbero trascorso periodi di grande splendore culturale e momenti di profonda crisi. Tuttavia, nonostante l'epoca imperiale gialla sia lontana nel tempo, l'impostazione socio-culturale cinese risente tuttora della condotta illuminata di Huang Di.
L'imperatore giallo appartenne al gruppo dei tre augusti e cinque imperatori, di cui fanno parte:
- l'imperatore Shun
- l'imperatore Zhuanxu
- l'imperatore Yao
- l'imperatore Ku

## Cultura e società
L'unificazione cinese sotto un'unica figura imperiale corrispose, relativamente all'epoca, a un'omogenea identificazione culturale e sociale. Ciò si risolse in una suddivisione amministrativa del territorio che orientò il potere politico di Huang Di verso un decentramento quasi obbligato.
La Cina era politicamente ripartita in quattro zone di influenza corrispondenti ai quattro punti cardinali. Al termine del decorso dinastico dei cinque imperatori, ognuno di essi ebbe riconosciuta una zona di appartenenza e di celebrazione rituale.
La Canzone di Chu (楚辭) identifica infatti i cinque imperatori come divinità dei punti cardinali:
- centro: Huang Di
- est: Shaohao
- ovest: Shennong
- nord: Zhuanxu
- sud: Fuxi

Il Libro dei riti (禮記) evidenzia invece un nesso tra i cinque imperatori e i cinque lignaggi.
All'imperatore giallo sono fatti risalire diversi manoscritti che abbracciano i più svariati temi di ordine culturale, sociale, religioso e scientifico. Vista la gran quantità di opere pervenute, si considerano di sicura attribuzione i Quattro Libri del Dio Giallo (Huangdi Sijing) e il Libro del Sigillo Nascosto del Dio Giallo (Huangdi Yingfujing).
Accanto a esse è da evidenziare la rilevanza culturale e scientifica di un altro trattato, Libro Esoterico del Dio Giallo (Huangdi Neijing), che rappresenta l'antenato di ogni testo di medicina tradizionale cinese. Il trattato è suddiviso in due tomi, lo Huangdi Neijing Suwen (le "Domande Semplici"), abbreviato come Suwen 素問, e lo Huangdi Neijing Lingshu abbreviato come 'Lingshu 靈樞 ("Perno Numinoso").
La trattazione è intrisa di filosofia mistica e accende il confronto tra spirito e corpo, tra individuo e cosmo. In virtù di quest'opera Huangdi è considerato padre e fondatore della medicina tradizionale cinese.

## Gli ultimi anni
Alla luce della sua veneranda età, l'imperatore giallo trascorse i suoi ultimi anni preparando il cammino verso l'aldilà. Decentrò il suo potere politico in favore dei ministri dell'impero mantenendo salda la sua presenza nello sviluppo culturale della giovane Cina imperiale.
Si spense nel 2597 a.C. La mitologia fa risalire alla sua morte l'immagine delle ali incandescenti di una fenice, che illumina il trono imperiale agli occhi del suo successore, l'imperatore Shaohao.

## Curiosità
Una delle leggende che lo riguardano narra che l'imperatore giallo avrebbe catturato il mostro Bai Ze sulla cima del Monte Dongwang, dove gli avrebbe descritto 11.520 tipi di mostri, mutaforma, demoni e spiriti. Un collaboratore di Huang Di avrebbe illustrato queste descrizioni realizzando il libro Bai Ze Tu, che oggi è scomparso.
Secondo la tradizione nel 2634 a.C. (durante la battaglia di Banquan) utilizzò un carro con uno speciale dispositivo differenziale collegato alle ruote che faceva sì che una statua puntasse sempre nella stessa direzione, nonostante le curve compiute dal veicolo.

## L'imperatore giallo in epoca contemporanea
- Ogni anno importanti cerimonie vengono svolte in Cina a Xinzheng (presso Zhengzhou) e Yan'an, i due presunti luoghi rispettivamente di nascita e di sepoltura di Huang Di.[16] Tali celebrazioni sono dovute a diversi culti degli antenati (es. Xuanyuanjiao) che vedono nell'imperatore giallo l'antenato comune di tutti gli Han[17] e il "cuore della razza cinese"[18].
- L'imperatore giallo è il protagonista del racconto La gente dello specchio di Jorge Luis Borges.
- Lo scrittore new weird inglese China Miéville ha utilizzato questa storia come base per il suo racconto The Tain.
- In Cina sono stati prodotti diversi sceneggiati televisivi che trattano la vita di Huang Di. La loro accuratezza storica è comunque contestata, dato che si focalizzano principalmente su arti marziali, Wuxia e gli aspetti drammatici.

## Nella pandemia di coronavirus
- Ospedale Leishenshan di Wuhan, Hubei, dedicato al "Dio del Tuono" (雷神 Léishén), una delle ipostasi di Huangdi, efficace nella pandemia di COVID-19 letta secondo l'arte medica cinese come "demone della pestilenza" (瘟神 wēnshén).